# جامعة بيشة
جامعة بيشة جامعة سعودية حكومية تقع في محافظة بيشة التابعة لمنطقة عسير جنوب المملكة العربية السعودية، أنشئت الجامعة بناءً على أمر الملك عبد الله بن عبد العزيز آل سعود في 2 جمادى الآخرة 1435 هـ الموافق 3 أبريل 2014.
تتبع لجامعة بيشة 3 فروع في محافظات: بلقرن والنماص وتثليث. كما يوجد في الجامعة 15 كلية و9 عمادات مساندة.

## التاريخ
بدأ تاريخ التعليم العالي في بيشة منذ أن أُنشئ معهد المعلمين فيها، ثم تحول المعهد إلى كلية للمعلمين، ثم تطورت هذه الكلية لتصبح أساس إنشاء فرع جامعة الملك خالد في بيشة، حيث بدأ فرع جامعة الملك خالد في بيشة بكلية للمعلمين، وصدر قرار وزارة التعليم العالي (وزارة التعليم حاليا) بإنشائها سنة 1407 هـ بوصفها كلية متوسطة، ثم تطورت إلى أن أصبحت كلية معلمين عام 1412 هـ، ثم ضُمت كلية المعلمين إلى وزارة التعليم العالي، ومن ثم إلى جامعة الملك خالد، وصدر سنة 1424 هـ قرار وزارة التعليم العالي بإنشاء كلية المجتمع في بيشة لتقديم دبلومات أكاديمية في بعض التخصصات، وفي عام 1428 هـ صدر القرار بإنشاء كلية العلوم والآداب، التي تضم مجموعة من الأقسام من أهمها: اللغة الإنجليزية، العلوم الطبية، الفيزياء، الكيمياء، الأحياء، الرياضيات وعلوم الحاسب الآلي. وتم الانضمام للمنظومة التعليمية في جامعة الملك خالد في أبها خلال العام نفسه.
في عام 1431 هـ أُنشئ فرع جامعة الملك خالد في محافظة بيشة، واستهل بإدارة تتولى الإشراف على كليات البنين والبنات في بيشة
وبلقرن وتثليث، وفي عام 1432 هـ صدر القرار السامي بإنشاء كليتي الطب والهندسة، وكان قرار مجلس التعليم العالي قد صدر بإعادة هيكلة كليات المعلمين وكليات البنات في بيشة، ليصبح مجموع كليات فرع جامعة الملك خالد بموجب هذا القرار (13) كلية، وفي الثاني من شهر جمادى الآخرة من عام 1435 هـ أمر عبد الله بن عبد العزيز آل سعود بتحويل فرع جامعة الملك خالد في محافظة بيشة والمحافظات المجاورة إلى جامعة مستقلة، تسمى جامعة بيشة، تضم هذه الجامعة الكليات في محافظات بيشة وبلقرن والنماص وتثليث.

## رؤساء الجامعة
- ظلت الكليات الجامعية في بيشة وبلقرن وتثليث تحت إدارة جامعة الملك خالد في أبها، حتى استقلت الجامعة في عام 1435 هـ الموافق 2014، لتصبح جامعة مستقلة باسم جامعة بيشة، واستمر مدير جامعة الملك خالد عبد الرحمن بن حمد الداود مديرًا لجامعة بيشة منذ تأسيسها حتى صدر قرار وزير التعليم السابق د. أحمد العيسى بتكليف الدكتور مهدي بن علي القرني مديرا لها.[3]
- في عام 1437 هـ الموافق 2016م عٌين الدكتور أحمد بن حامد نقادي مديرًا للجامعة.[4]
- في ذي القعدة 1441هـ / يوليو 2020م كُلف الأستاذ الدكتور محمد بن محسن صفحي رئيساً لجامعة بيشة.[5]

## كليات الجامعة
تبلغ كليات جامعة بيشة 16 كلية، وهي:
1. كلية الحاسبات وتقنية المعلومات.
2. كلية الطب.
3. كلية العلوم الطبية التطبيقية
4. كلية الهندسة.
5. كلية التربية والتنمية البشرية.
6. كلية العلوم.
7. كلية الآداب والفنون.
8. كلية المجتمع.
9. كلية الأعمال.
10. كلية العلوم والاقتصاد المنزلي.
11. كلية العلوم الطبية التطبيقية بالنماص.
12. كلية العلوم والآداب (بنين - بنات) في بلقرن.
13. كلية العلوم والٱداب (بنين - بنات) في النماص
14. كلية المجتمع (بنين) في النماص.
15. الكلية التطبيقية بالنماص.
16. الكلية التطبيقية ببلقرن.